# Басараб, Ольга Михайловна
О́льга Миха́йловна Басара́б-Леви́цкая (до замужества — Левицкая, после замужества — Басараб (рум. Bassaraba-Lewicka); 1 сентября 1889, близ с. Подгородье — 12 февраля 1924, Львов) — разведчица УНР, общественный деятель.

## Биография

### Семья
Ольга Левицкая родилась 1 сентября 1889 года в Австро-Венгрии, в имении семьи известного общественного деятеля Михаила Левицкого (Lewicki) польского герба Рогаля, и Сабины Стрельбицкой (Sabina Strzelbitska) польского герба Сас. Росла вместе со старшей сестрой Иоганной и младшим братом Северином. Дети рано потеряли родителей (в 1904 году умерла мать, в 1908-м отец).

### Образование
Ольга окончила полный курс обучения в частном пансионе для девочек (Вайсвассер, Силезия, теперь г. Бела Вода, Чешская республика). В 1902—1909 училась в лицее Украинского женского института в польском Перемышле (теперь г. Пшемышль, Республика Польша). Во время учёбы стала организатором первого в Европе женского скаутского отряда польских и украинских девушек Австро-Венгрии. В 1909 году, сдав выпускные экзамены, была зачислена в списки студенток «Гандельс-Академи», одногодичных женских курсов Венской торговой академии (в то время женщины, подданные Австро-Венгерской и Российской империй, не имели возможности учиться в высших учебных заведениях наравне с мужчинами, им были доступны только высшие женские курсы). Через год, вернувшись домой после завершения учёбы в 1910 году, подрабатывала уроками во Львове, Бориславе, проходила стажировку в Украинском кредитном союзе (Тернополь), работала в страховом обществе «Днестр» и Земельном ипотечном банке.

### Замужество
Через два месяца после начала Первой мировой войны (объявленной 28 июля 1914) Ольга вышла замуж за румынского студента «Львовской Политехники» Дмитрия Басараба (рум. Dumitru/Dimitrie Bassarab). 10 октября 1914 они обвенчались в церкви Святой Варвары в Вене. Перед тем как пожениться, влюбленные жили вместе уже несколько лет. Знакомство состоялось ещё во время пребывания в Перемышле, где Дмитрий учился в гимназии. Позже, уже студентом-политехником, Дмитрий сделал ей предложение. Он занимался общественной деятельностью, возглавлял студенческую организацию «Основа», активно приобщался к дебатам, на которых обсуждались вопросы национально-освободительного движения угнетённых народов Австро-Венгрии (населённые румынами Трансильвания и Буковина до 1918 года входили в состав Австро-Венгерской империи).
Вскоре Басараб получил повестку в армию. После краткосрочного обучения на сборах в военном лагере он оказался на фронте, в чине младшего офицера австро-венгерской армии. Менее чем через год после бракосочетания, 22 июня 1915 года Дмитрий погиб на итальянском фронте и был награждён посмертно Крестом за Заслуги III класса Австро-Венгерской империи. По упоминаниям современников, друживших тогда с Ольгой, она "… трагическую потерю мужа несомненно глубоко переживала. Дмитрий Басараб, высокий, респектабельный блондин, держался скромно, но с большим достоинством. Он сторонился стрелецких истоков, не принимал участия в первых организациях. Это лишний раз доказывает независимость взглядов и решений Ольги Басараб. Тогдашний наш журнал «Отзывы» отнюдь не был блестящ с точки зрения редактуры. Дмитрий Басараб стал его ответственным редактором по вопросам цензуры. Но вместе с нами смеялся над ерундой, опубликованной там в одном стихотворении: «Мы убиты, плачем… Его преждевременная смерть — тяжелый удар, но для такого человека, как Ольга Басараб, эта трагедия не могла сломать всей её жизни …».

### Разведывательная и общественная деятельность
После объединения ЗУНР с УНР в 1918—1923 Басараб-Левицкая работала в украинском правительстве, выполняла разведывательные задания в интересах УНР под прикрытием дипломатических рангов секретаря посольства Украины в Финляндии и советника украинского посольства в Вене. С целью сбора военно-стратегической и политической информации посещала Данию, Германию, Норвегию, другие государства Европы.
Один из знакомых Ольги того периода вспоминал: «… В Вене 1920-21 гг. мы часто встречались в одном и том же ресторане, обедали за одним и тем же столом. Мы любили её общество. Ольга была милой собеседницей, очень вежливой, общительной. Говорила всегда ласково, спокойно. Быстро ориентировалась в событиях и персонажах. Высказывала независимые суждения, точные и убедительные, которых, однако, никогда не навязывала. В общении с ней никогда не чувствовалась скованность. Ни разу не замечал я в её интонациях злобы, злого сарказма. А ведь она не была баловнем судьбы с громкой фамилией, и, находясь в сложном материальном положении, всего добивалась собственным трудом, без протекций и влиятельных связей. Была всегда готова помочь другим».
После ликвидации дипломатических представительств ЗУНР в 1923 переехала во Львов, где устроилась бухгалтером главной управы львовского филиала Союза Украинок. Чтобы поправить тяжелое материальное положение, Ольга откликнулась на просьбу своей подруги Стефании Савицкой и в целях экономии подселилась в снятую ею квартиру в доме по ул. Выспянского, 34 (ныне ул. Вишенского, 34). Адрес был хорошо знаком Ольге, до войны она с будущим мужем уже снимали квартиру в этом доме (1910—1914) после того, как Ольга вернулась из Австрии, окончив курс Венской торговой академии. А со Стефанией дружили ещё со времен учёбы с 1903 по 1909 годы в лицее Украинского института для девушек в Перемышле, где подружились в первый год обучения. После окончания лицея они вместе учились в Венской торговой академии.
25 ноября 1918 года Савицкая была арестована польской полицией и отсидела в тюрьме. После освобождения уехала в Австрию, где приняла участие в создании Украинского женского союза. В 1921 году вернулась во Львов и устроилась бухгалтером в нефтяную фирму «Премьер». Присоединилась к подготовке и проведению Всеукраинского Женского съезда, который проходил во Львове 21-22 декабря 1921 года. Съезд объединил разрозненные украинские женские общества в «Союз Украинок». Савицкую избрали в наблюдательный совет «Союза Украинок». Организация стремилась к активизации общественной роли женщин, повышению их квалификационного уровня, занималась общественно-просветительской работой. В рамках деятельности «Союза Украинок» Савицкая в 1922 году стала соучредителем кооператива «Украинское народное искусство». Кооператив смог объединить известных мастеров народного искусства, обеспечить сбыт продукции, подготовить талантливую смену, пропагандировать изделия художественного промысла на многочисленных выставках, в том числе и международных.

### Арест
В 6 часов утра 9 февраля 1924 года польские власти, получив донос, провели обыск в квартире Басараб. В результате были обнаружены документы, ставшие основанием для обвинения девушек в шпионской деятельности в пользу одновременно Германии и СССР. Подруг арестовали и направили во Львовскую тюрьму по ул. Яховича (ныне ул. Ак. Кучера, 5). Улики, обнаруженные во время обыска, не представляли серьёзной ценности, однако следствие рассчитывало выйти через арестованных на всю агентурную сеть и резидента. Басараб-Левицкая, возмущённая грубым отношением администрации тюрьмы, отказалась сотрудничать со следствием.

### Гибель
Во время допросов с пристрастием, которые вел следователь располагавшейся по соседству львовской тюрьмы Бригидки Михал Кайдан, Ольга отказалась давать показания. Два последних допроса состоялись 12 февраля: первый провели сразу после обеда, второй, самый изнурительный, длился с 9 вечера до 3 часов ночи. Наутро, 13 февраля, Басараб-Левицкую обнаружили повешенной при невыясненных обстоятельствах на решетке окна камеры № 7. Тело носило следы жестоких пыток.
Смерть такого известного общественного деятеля как Басараб-Левицкая вызвала в обществе широкий резонанс. Последовали многочисленные обращения в полицию, публикации в польских, еврейских, украинских, австрийских газетах. В Сейм Польши поступил запрос от украинских и еврейских представителей с требованием создания специальной депутатской комиссии для расследования условий содержания узников в польской пенитенциарной системе. Гибель Басараб обсуждалась в Лиге Наций (Женева, Швейцария), парламенте Великобритании, на международных конгрессах женских феминистских организаций. Имя Ольги Басараб мгновенно превратилось в символ европейского феминизма. Общественное давление вынудило польские власти начать формальное расследование. Тем не менее, следствие по факту смерти вскоре было прекращено «за отсутствием состава преступления».
По воспоминаниям друга Ольги, «… Ольга Басараб не погибла за правительство Е. Петрушевича, ведь Селезенку — министра — уволили. Трудно определить и её роль в Украинской военной организации (УВО). Прежде всего следует заметить, что Е. Коновалец не был первым организатором УВО. Михаил Матчак, Юрий Полянский, Осип Навроцкий и другие члены „Общественного Комитета“ во Львове представляли исток УВО. Коновалец хотел сначала делить руководство организацией с Матчаком и Полянским. Но начались аресты, и Коновалец сбежал в Гданьск. Только за рубежом его сделали комендантом УВО. Ольга Басараб погибла из-за УВО — польская полиция всегда опасалась этой законспирированной организации. В 1924 году, после арестов, меня допрашивал в тюрьме на Яховича следователь Кайдан, типаж грубого австрийского фельдфебеля. До избиений, правда, дело не доходило, но он так и бушевал от ярости, настаивая, что я обязан состоять в УВО, потому что ведь в организации числятся мои „камрады“ Коновалец и Мельник… Ольгу Басараб замучила полиция. В то время я проходил адвокатскую практику у д-ра Льва Ганкевича. Он принадлежал к числу немногих, кого допустили к осмотру во время эксгумации тела на кладбище. Вернувшись, Ганкевич то и дело заламывал руки и взволнованно повторял: „Как те зверюги её избили! Какие страшные синяки!“. … Ганкевич был убежден, что её били и пытали так жестоко, что среди пыток она умерла. У неё были синяки даже на лице. Смерть Ольги Басараб не была выгодна полякам, но и живой свидетель был тем более опасен. Поэтому выбрали „самоубийство“, в которое мир не поверил. В этом поединке с врагом Ольга Басараб победила как вечный укор польской жестокости и бесправию…».
Савицкую же уже в ноябре 1924 года выпустили на свободу. Она стала почётным членом СУ, снова была избрана в руководство СУ, по просьбе которого стала делопроизводителем кооператива УНМ, участвовала в создании журнала «Новый дом», который занимался продвижением народного искусства и промыслов. В 1931 году вышла замуж за Михаила Матчака — соучредителя Украинской военной организации (УВО), считавшей своей целью продолжение антипольской вооруженной борьбы за независимость Галиции. После воссоединения Западной Украины с Советской Украиной в 1939 году Савицкая продолжала работать инженером-плановиком в нефтяной фирме «Премьер». Во время немецкой оккупации она устроилась бухгалтером в кооперативе УНМ. В 1944 году вместе с мужем уехала в Австрию, а затем в США.

## Награды и признание
За благотворительную деятельность на фронте Первой мировой войны Ольга Басараб-Левицкая была награждена памятным знаком австро-венгерской армии (в 1917 году, по случаю четвёртой годовщины Рождества) и почетной серебряной медалью Международного общества «Красный Крест» с военным отличием, заверенным почетным председателем «Красного Креста» эрцгерцогом Францем Сальваторе.

## Память

Памятная табличка на доме № 34 по улице Вишенского, где жила Ольга Басараб-Левицкая (Львов)

- Басараб-Левицкая похоронена на львовском Яновском кладбище.
- В Буэнос-Айресе (Аргентина) в библиотечном зале «Просвиты» установлена памятная табличка в честь 50-летия со дня рождения О. Басараб.
- В Канаде (Саскачеван) установлен скульптурный бюст во время II Краевой конференции Организации Украинок Канады (ОУК) имени О. Басараб (5 июля 1936 года). В том же году ОУК издала в Саскачеване драму Александра Лугового «Ольга Басарабова».
- Культурно-просветительское общество им. О. Басараб-Левицкой (Львов) создало правовой консультационный центр с целью поддержки украинских женщин посредством деятельности образовательных кружков, курсов, спектаклей, концертов, благотворительных вечеров.
- На фасаде львовского дома № 34 по улице Вишенского, где польская полиция арестовала О. Басараб-Левицкую с подругой, установлена памятная табличка.
- Имя О. Басараб-Левицкой носят улицы во Львове, Ивано-Франковске, Стрые и других городах Западной Украины.
- В г. Бурштын установлен памятник О. Басараб-Левицкой.